# Theobald I de Spoleto
Theobald I (d. 936) a fost duce de Spoleto de la anul 928 până la moarte.
Theobald a fost fiul ducelui Bonifaciu I de Spoleto și membru al liniei familiale Hucpoldings, o casă originară din francii ripuari care și-a căutat destinul în Italia începând din secolul al IX-lea. Theobald a fost un duce fără scrupule, remarcându-se prin desele sale schimbări de alianțe în politica din Italia centrală și sudică.
În 929, Theobald s-a alăturat lui Landulf I de Benevento și lui Guaimar al II-lea de Salerno într-o serie de atacuri comune împotriva provinciilor bizantine Campania, Apulia și Calabria. Theobald nu a făcut decât să dăuneze cooperării dintre ceilalți principi longobarzi și întreaga campanie a fost un eșec, iar Guaimar de Salerno a revenit la vechea supunere față de Bizanț.
De asemenea, la un moment dat s-a aliat și cu ducele Docibilis al II-lea de Gaeta împotriva grecilor din sudul Italiei.